# Maria Dzierżyńska
Maria Dzierżyńska (ur. 1938, zm. 26 maja 2018) – polska historyczka sztuki, fotograficzka, autorka recenzji i artykułów na temat sztuki.
W latach 1966–1972 pracowała w Muzeum Ziemi Kłodzkiej w Kłodzku. Następnie do 1993 była dyrektorką Biura Wystaw Artystycznych w Kłodzku. Zajmowała się tam m.in. organizacją wystaw nurtu metaforycznego w sztuce polskiej oraz kilkunastoma prezentacjami kłodzkiego szkła artystycznego w Polsce i za granicą. Po likwidacji BWA przeszła na emeryturę. 
Była członkiem ZPAF i Kłodzkiego klubu Fotograficznego. Posiadała na swoim koncie wystawy indywidualne i zbiorowe w Polsce i Czechach. Była przyjaciółką poety i pieśniarza Edwarda Stachury, z którym spotykała się w Kłodzku i prowadziła korespondencję. Listy Stachury do Marii Dzierżyńskiej zostały opublikowane w miesięczniku „Twórczość” w 2017 roku.